# Baby DC
Baby DC (справжнє ім'я: Дерек Коулман; нар. 7 січня 1986) — колишній американський репер. Почав читати реп у 5 років. Перша офіційна поява на музичному релізі: трек «Thangs Change» з шостого студійного альбому Too Short Cocktails (1995), записаний з участю дуету Illegal. Того ж року його сольна пісня «Can I Get Loose» потрапила до компіляції Don't Try This at Home The Dangerous Crew. У 1998 12-річний репер став першим підписантом $hort Records, недовгочасного лейблу Too Short.
29 вересня 1998 вийшла його дебютна й остання платівка School Dayz. Сингл «Bounce, Rock, Skate, Roll» посів 45-ту сходинку UK Singles Chart у квітні 1999. Baby DC також з'явився на Lead the Way T.W.D.Y (2000) та Chase the Cat Too Short (2001). Відтоді репер зник з поля зору.